# Elkalyce diminuta
Elkalyce diminuta är en fjärilsart som beskrevs av Ruggero Verity 1919. Elkalyce diminuta ingår i släktet Elkalyce och familjen juvelvingar. Inga underarter finns listade i Catalogue of Life.